# Bayalangu Kidul
Bayalangu Kidul is een bestuurslaag in het regentschap Cirebon van de provincie West-Java, Indonesië. Bayalangu Kidul telt 6047 inwoners (volkstelling 2010).